# Sobór Zaśnięcia Matki Bożej w Machaczkale
Sobór Zaśnięcia Matki Bożej – prawosławny sobór w Machaczkale, katedra eparchii machaczkalskiej.
Pierwsza drewniana cerkiew na miejscu obecnie funkcjonującej (XXI w.) świątyni została wzniesiona pod koniec XIX w. w osiedlu robotników kolejowych. Murowana świątynia w stylu rosyjsko-bizantyjskim, z białego kamienia, została wzniesiona na jej miejscu w latach 1905–1906 przez artel robotników ormiańskich pod kierunkiem protoprezbitera Iwana Szawanadze. Poświęcenie gotowej cerkwi miało miejsce 25 lutego 1906. Patronką świątyni została Iwerska Ikona Matki Bożej. Cerkiew pozostawała czynna do 1929, gdy została zaadaptowana na tymczasowe mieszkania dla osób, które ucierpiały w powodzi w Machaczkale. Nawet jednak po usunięciu skutków kataklizmu obiekt nie został zwrócony wiernym, lecz ostatecznie zaadaptowany na cele mieszkalne. Wyposażenie cerkwi, w tym ikonostas i większość ikon, zostało zniszczone. W 1944 prawosławna społeczność Machaczkały bezskutecznie ubiegała się w Radzie Komisarzy Ludowych Dagestańskiej Autonomicznej Republiki Radzieckiej o prawo otwarcia cerkwi. Sukcesem zakończyły się dopiero kolejne starania w tym kierunku, podjęte w 1945. Poświęcona ponownie świątynia otrzymała wówczas nowe wezwanie Zaśnięcia Matki Bożej. Nowy ikonostas w cerkwi został wykonany z ikon przekazanych przez cerkiew św. Gabriela Archanioła w Moskwie, własność przedstawicielstwa Patriarchatu Antiochii. W latach 60. XX wieku budowla została powiększona o drugi ołtarz św. Aleksandra Newskiego, który przed 2004, z powodu złego stanu technicznego, musiał zostać rozebrany i zbudowany ponownie.
Od 1988 cerkiew posiada status zabytku o znaczeniu lokalnym, zaś w 2000 patriarcha moskiewski i całej Rusi Aleksy II nadał jej tytuł soboru. W latach 2005–2006 budowla przeszła kapitalny remont i 28 sierpnia 2006 została poświęcona ponownie przez biskupów bakijskiego i nadkaspijskiego Aleksandra, elisteńskiego i kałmuckiego Zosimę, stawropolskiego i władykaukaskiego Teofana oraz bronnickiego Ambrożego.